# وحشی (فیلم ۲۰۱۴)
وحشی (انگلیسی: Wild) فیلمی زندگی‌نامه‌ای و درام به کارگردانی ژان-مارک ولی و نویسندگی نیک هورنبی است که در سال ۲۰۱۴ منتشر شد. این فیلم بر اساس شرح‌حالی از شرل استرید به نام وحشی: از گمشده تا پیداشده در مسیر پاسفیک کرست ساخته شده است. در این فیلم ریس ویدرسپون، لورا درن، توماس سداسکی، میخیل هایشمان و گبی هافمن بازی کرده‌اند.

## بازیگران
- ریس ویدرسپون - شرل استرید
- برایان وان هالت - جنگل‌بان
- گبی هافمن - ایمی
- کوین رانکین - گرگ
- لورا درن - باربارا گری، مادر شریل
- میخیل هایشمان - جاناتان
- دبلیو ارل براون - فرانک